# David Kiki
David Enangnon Kiki (* 25. November 1993 in Vakon) ist ein beninisch-französischer Fußballspieler.

## Karriere

### Verein
David Kiki begann seine Laufbahn als Fußballprofi in Frankreich in der Spielzeit 2012/13 bei dem unterklassigen Club ASM Belfort. Mit seinem Wechsel zu Chamois Niort, wo er drei Spielzeiten blieb, verbesserte er sich in die zweite französische Liga. Anschließend dockte er von 2017 bis 2020 bei Stade Brest an, was von einer halbjährigen ligainternen Leihe zu Red Star Paris unterbrochen wurde. Danach verließ er das Land und ging in die Parwa liga, die oberste bulgarische Liga, und trat jeweils für eine Saison für PFK Montana sowie Arda Kardschali an. Seit Beginn der Saison 2022 spielte er in Rumänien für Farul Constanța, zwei Jahre später für FCSB Bukarest.

### Nationalmannschaft
Kiki kam erstmals 2015 für die A-Nationalmannschaft des Benin zum Einsatz. Bis Ende 2022 absolvierte er 35 Partien, in denen er kein Tor erzielte.